# Ла Петриција (Катанцаро)
Ла Петриција је насеље у Италији у округу Катанцаро, региону Калабрија.
Према процени из 2011. у насељу је живело 325 становника. Насеље се налази на надморској висини од 19 м.